# فيلي لانيير
فيلي لانيير (بالإنجليزية: Willie Lanier)‏ هو تاجر أسهم أمريكي، ولد في 21 أغسطس 1945 في Clover, Virginia ‏ في الولايات المتحدة.

## وصلات خارجية
- فيلي لانيير على موقع مرجع كرة القدم المحترفة.كوم (الإنجليزية)
- فيلي لانيير على موقع الموسوعة البريطانية (الإنجليزية)
- فيلي لانيير على موقع إن إن دي بي (الإنجليزية)